# Arcanum Adatbázis Kft.
Az Arcanum Adatbázis Kiadó 1989. január elsején kezdte meg működését. A cég kulturális tartalmak nagy tömegű digitalizálásával, adatbázisokba rendezésével és publikálásával foglalkozik. Honlapja szerint „Magyarország vezető tartalomszolgáltatója”. Alapítója és tulajdonosa, Biszak Sándor a vállalkozás célját az Arcanum honlapján így határozza meg: „A kultúránk akkor fejlődhet, ha a múltunkat, közös tudásunkat és identitásunkat hordozó emlékeinkből minél többet tudunk eljuttatni a lehető legtöbb emberhez; s mindezt úgy, hogy a befogadókban a továbbgondolkozás igényét is elősegítjük.ˮ

## Első korszak: CD- és DVD-ROM-ok
Az Arcanum adta ki az első hazai fejlesztésű CD-ROM-okat 1990 végén, a CD-ROM technika világpremierje után négy évvel. Első jelentős, nyilvános kiadványuk a hétnyelvű Biblia volt. Kiadták a A Pallas nagy lexikonát, a Jókai összkiadást, az ötven költő teljes életművét tartalmazó Verstárat, valamint a Nyugat teljes anyagát. 
A CD-ROM-okat a DVD-k váltották fel, a korábbi kiadványokat is erre írták át. Az Arcanum által kiadott több száz lemez nagy része ma ingyen, online hozzáférhető az Arcanum Kézikönyvtárban.

## Második korszak: digitalizálás
2006-tól az Arcanum alaptevékenysége fokozatosan, a hazai közgyűjteményekkel együttműködve, a nyomtatott dokumentumok, újságok, folyóiratok, könyvek, lexikonok, térképek, levéltári anyagok digitalizálása irányába tolódott el. A digitalizálási tevékenység 16. századi ősnyomtatványoktól, vármegyei jegyzőkönyvektől a mai sajtótermékekig és friss kiadványokig szinte mindenre kiterjedt. Az Arcanum digitalizált és adott ki elsőként Magyarországon történelmi térképeket és fejlesztett hozzájuk modern geoinformatikai szolgáltatásokat, de közreműködött a világon is úttörőnek számító középkori oklevéladatbázis létrehozásában is.
A digitalizálási kapacitások és a digitalizálandó tartalmak skálájának folyamatos növelése érdekében új formátumokat és technológiákat honosítottak meg Magyarországon. Elsőként kezdték el publikáláshoz használni a kétrétegű PDF-formátumot, valamint Magyarország első tömeges digitalizálásra alkalmas robot-könyvszkennerét. Szintén az Arcanumhoz kötődik a nagy teljesítményű dokumentumszkenner-technológia adaptálása a közgyűjteményi digitalizálásba, ami elindíthatta a valóban tömeges méretűnek nevezhető digitális feldolgozást. Számos új vagy megújított technológia mellett az Arcanummal kapcsolatban érdemes kiemelni a gigapixeles és 360 fokos fotótechnológiára épülő tömeges műtárgy-reprodukciót, mely technológiák tökéletesítésében és a mobilizálhatóságában szintén vezető szerepet töltött be.
Digitalizáló tevékenysége mellett a már kezdetektől meglévő szoftverfejlesztési üzletág is egyre hangsúlyosabbá vált az évek során. A CD-ROM publikálásnál használt, amerikai eredetű Folio Views programot fokozatosan felváltotta a cég saját fejlesztésű WARCTIS keresőprogramja. Ez, a Folio keresési tudása mellett, már képes volt PDF formátumot is kezelni, valamint online környezetbe is könnyebben átültethető lett, miközben egyre nagyobb tömegű (több millió oldalas) szöveges adatbázisok kezelésére is alkalmas lett.
A saját szövegkereső motor fejlesztése mellett a másik innováció és kutatásfejlesztés a tömegesen digitalizált történelmi térképsorozatok korszerű megjelenítésére irányult. A fejlesztést az ELTE Geofizikai és Űrtudományi Tanszékkel közösen végezték, aminek eredményeként 2006-ban a Frankfurti Nemzetközi Könyvvásáron került bemutatásra a világ első geoinformatikai programba épített történelmi térképsorozata, a Habsburg Birodalom első és második katonai felmérése DVD-ROM-kiadványsorozat.

## Legújabb korszak: online szolgáltatások
Az elmúlt években az Arcanum már kizárólag az online szolgáltatásainak fejlesztésére koncentrál, így a digitalizált tartalmak is ezekbe a szolgáltatásokba épülnek be. A kiadó digitalizálási kapacitása pedig 2015 után már évente oldalmilliókban mérhető.
Az Arcanum saját fenntartású adatbázisai közül a legfontosabbak:
1. A magyar nyelvű vagy vonatkozású periodikákat felvonultató Arcanum Újságok (ADT) (2018-as adatok szerint 16 407 449 oldaltartalommal), mely a honlap tanúsága szerint „a teljesség igényével teszi hozzáférhetővé és kereshetővé múltunk legfontosabb nyomtatott forrásait, legyen szó újságokról, tudományos folyóiratokról, lexikonokról vagy éppen könyvekről”, gyors és szofisztikált keresésre nyújtva lehetőséget a hatalmas adatbázisban. A keresés díjtalan, de a dokumentumok megjelenítéséhez előfizetés szükséges. 2017-ben a MACSE „Év online kutatóhelye” díját nyerte el.
2. A kiadó korábbi lemezes kiadványait bemutató Arcanum Kézikönyvtár, mely tartalmakban bárki szabadon böngészhet vagy kereshet, sőt az online adatbázis egyes részeiben annotációs lehetőség is van (pl. Verstár).
3. A történelmi térképsorozatokat a MAPIRE – Történelmi térképek online elnevezésű, szintén mindenki számára szabadon hozzáférhető portálba szervezték. A szolgáltatás tartalmát a hazai közgyűjteményekben fellelhető térképsorozatok mellett elsősorban az Osztrák Állami Levéltár térképtárának egyedülállóan gazdag gyűjteménye adja. A MAPIRE mozaikszó eredetileg a Maps of [the] Habsburg Empire cím rövidítése volt, de mára több európai nagy gyűjtemény is ajánlott fel térképeket a szolgáltatáshoz, így a mozaikszó önálló jelentésre tett szert. Jelen szócikk keletkezéséig a lefedett terület terén a világ legnagyobb online történelmi térképgyűjteményének tekinthető.
4. Az összes Arcanum által fejlesztett online szolgáltatás közül a Hungaricana Közgyűjteményi Portál tekinthető a legjelentősebb vállalkozásnak. A Nemzeti Kulturális Alap által megrendelt és az Országgyűlési Könyvtár által fenntartott portál 2018-as adatok szerint majdnem 200 intézmény közel 30 millió digitális tartalmát szolgáltatja ingyenesen. A Hungaricana a szöveges tartalmak mellett jelentős mennyiségű képi, térképi és levéltári dokumentummal rendelkezik, és szolgáltatásai magukba olvasztják az Arcanum szinte összes eddigi fejlesztését, rugalmasan átláthatóvá és értelmezhetővé téve a sok száz önálló adatbázisból összeépülő digitális konglomerátumot. Napi tízezer felhasználójával és több tízezres tartalomletöltésével Magyarország leglátogatottabb közgyűjteményi oldala. 2018-ban a MACSE „Év online kutatóhelye” díját nyerte el.

## Online tartalomszolgáltatások
Az Arcanum Adatbázis Kiadó által fejlesztett további online tartalomszolgáltatások:
1. Arcanum Digitális Tudománytár
2. Arcanum Kézikönyvtár
3. MAPIRE – Történelmi térképek online
4. Őskereső - A Magyarországi Evangélikus Egyház anyakönyvei
5. Matricula Online – A St. Pölten-i területi levéltár ICARUS – International Centre for Archival Research programjának keretében megvalósított anyakönyvi adatbázisa
6. Magyar Levéltári Portál – A Magyar Levéltárosok Egyesületének a honlapja, egyben a Hungaricana levéltári tartalmainak az elődje, illetve részben önállóan fejlesztett változata.
7. Vízügyi Digitális Tudástár[halott link] – A Bajai Vízügyi Főiskola (2018-ban a Nemzeti Közszolgálati Egyetem része) szakadatbázisa